# Sauveterre-de-Comminges
Sauveterre-de-Comminges is een gemeente in het Franse departement Haute-Garonne (regio Occitanie) en telt 724 inwoners (2005). De plaats maakt deel uit van het arrondissement Saint-Gaudens.

## Geografie
De oppervlakte van Sauveterre-de-Comminges bedraagt 30,4 km², de bevolkingsdichtheid is 23,8 inwoners per km².
De onderstaande kaart toont de ligging van Sauveterre-de-Comminges met de belangrijkste infrastructuur en aangrenzende gemeenten.

## Demografie
De figuur toont het verloop van het inwonertal (bron: INSEE-tellingen).
1. ↑  Populations de référence 2022.